# موت بائع متجول (فلم 1985)
موت بائع متجول (بالإنجليزية: Death of a Salesman) فيلم تلفزيوني أمريكي لعام 1985 مقتبس عن مسرحية تحمل نفس العنوان صدرت عام 1949 من تأليف آرثر ميلر. الفيلم من إخراج فولكر شلوندورف وبطولة داستن هوفمان وكيت ريد وجون مالكوفيتش. يروي الفيلم نص مسرحية عام 1949 تقريبًا تمامًا. عرض الفيلم لأول مرة على شبكة سي بي إس في 16 أغسطس 1985. حصل الفيلم على 10 ترشيحات لجوائز إيمي في حفل توزيع جوائز إيمي الثامن والثلاثين، وأربعة ترشيحات لجائزة غولدن غلوب في حفل توزيع جوائز غولدن غلوب الثالث والأربعين، وفاز بثلاثة من الترشيحات.

## طاقم التمثيل
- داستين هوفمان: في دور وليام «ويلي» لومان
- كيت ريد: في دور ليندا لومان
- جون مالكوفيتش: في دور بيف لومان
- ستيفن لانغ: في دور هارولد لومان «السعيد»
- تشارلز دورنينج: في دور تشارلي
- ديفيد س. تشاندلر: في دور برنارد
- لويس زوريش: في دور بن لومان
- كاثرين روسيتر: في دور امرأة من بوسطن
- جون بوليتو: في دور هوارد واجنر
- آن ماكنتوش: في دور جيني
- توم سينيوريلي: في دور ستانلي
- ليندا كوزلويسكيي: في دور ملكة جمال فورسيث
- كارين نيدل: في دور ليتا صديقة الآنسة فورسيث
- مايكل كوينلان: في دور النادل[6]

## أحداث الفيلم
يعود ويلي لومان إلى المنزل منهكًا بعد إلغاء رحلة عمل. تقلق زوجته ليندا بشأن حالة ويلي العقلية وحادث السيارة الذي تعرض له أخيرًا، وتقترح أن يطلب من رئيسه هوارد فاجنر السماح له بالعمل في مدينته حتى لا يضطر إلى السفر. يشتكي ويلي إلى ليندا من ابنهما بيف الذي جاء لزيارتهم، فهو لم ينجح في حياته بعد، بالرغم من انه كان رياضيًا واعدًا في المدرسة الثانوية، فقد فشل في الرياضيات في السنة الأخيرة ولم يذهب إلى الكلية أبدًا. يميل ويلي إلى ذكريات الماضي المتكررة حيث يرى أحداثًا وشخصيات من ماضيه، مثل معبوده وشقيقه الأكبر المتوفى منذ فترة طويلة بن، ويبدو ويلي غير قادر على التمييز بين ذكرياته الماضية والواقع المعاصر، فهو يتحدث إلى الناس في ذكرياته كما لو كانت حقيقية، مما يذهل من حوله. يناقش بيف وشقيقه «السعيد»، الذي يزور الوالدين أيضًا، التدهور العقلي لوالدهما بينما يتذكران طفولتهما معًا. يدخل ويلي، غاضبًا لأن الصبيان لم يرقيا أبدًا إلى أي شيء. يخطط بيف لتقديم عرض عمل في اليوم التالي في محاولة لتهدئة والدهم.
يذهب ويلي في اليوم التالي، ليسأل هوارد عن وظيفة في المدينة بينما يذهب بيف لتقديم عرض العمل، لكن لم ينجح أي منهما. يغضب ويلي وينتهي أمره بالطرد عندما يخبر هوارد أنه بحاجة إلى قسط من الراحة ولم يعد بإمكانه تمثيل الشركة. ينتظر بيف ساعات لرؤية صاحب عمل سابق لا يتذكره ويرفضه. يسرق بيف بشكل متهور قلم حبر.
يذهب ويلي في رحلة مبيعات مع امرأة شابة تدعى فرانسيس، وعندما يصل إلى الفندق تحدث المفاجأة ويصل بيف إلى الفندق بشكل غير متوقع، ويدرك أن والده يخون والدته ليندا، ومن تلك اللحظة، تتغير نظرة بيف عن والده بشكل لا رجعة فيه. يغادر بيف ويترك ويلي مرتبكًا ومنزعجًا. عندما يعود بيف لاحقًا إلى المنزل، تواجهه هو وشقيقه بغضب لتخليهم عن والدهم بينما يظل ويلي يتحدث مع نفسه في الخارج. يذهب بيف إلى الخارج لمحاولة التصالح مع ويلي. تتصاعد حدة المناقشة، وعند هذه النقطة يحاول بيف بقوة أن ينقل لوالده أنه ليس من المفترض أن يقدم أي شيء عظيم، وأنه ببساطة شخص عادي، ويصر أيضًا على أن الوالدين كذلك. يعانق بيف والده ويبكي وهو يحاول إقناعه بالتخلي عن الأحلام غير الواقعية التي لا يزال يحملها من أجله، ويريد بدلاً من ذلك أن يقبله ويلي على حقيقته، ويؤكد لوالده أنه يحبه، وبدلاً من الاستماع إلى ما يقوله بيف، يدرك ويلي أن ابنه قد سامحه ويعتقد أن بيف سوف يتابع الآن مهنته كرجل أعمال. يرى ويلي شقيقه بن المتوفى ويتحدث إليه في إحدى ذكريات الماضي، وبتشجيع من بن يقوم بيلي بقتل نفسه عن طريق تحطيم سيارته عمدًا حتى يتمكن بيف من استخدام أموال التأمين على الحياة لبدء عمله. ومع ذلك، في الجنازة، يحتفظ بيف باعتقاده أنه لا يريد أن يصبح رجل أعمال، بينما شقيقه السعيد، من ناحية أخرى، يختار أن يسير على خطى والده.

## استقبال الفيلم
منح موقع تجميع آراء النقاد "الطماطم الفاسدة"، فيلم «موت بائع متجول» تقييم 100% بناء على آراء ثمان نقاد سينمائيين.

## الترشيحات والجوائز
فاز بجائزة جولدن جلوب لعام 1986 لأفضل ممثل في مسلسل قصير أو فيلم (داستن هوفمان)
فاز بجائزة برايم تايم إيمي لعام 1986، للإخراج الفني المتميز لمسلسل قصير أو عرض خاص (روبرت ج.فرانكو وجون كاساردا وتوني والتون)
فاز بجائزة برايم تايم إيمي لعام 1986، لأفضل ممثل رئيسي في مسلسل قصير أو فيلم (داستن هوفمان)
فاز بجائزة برايم تايم إيمي لعام 1986، لأفضل ممثل مساعد في مسلسل قصير أو فيلم (جون مالكوفيتش)
ترشح عام 1986 لجائزة جولدن جلوب لأفضل مسلسل قصير أو فيلم تلفزيوني
ترشح عام 1986 لجائزة جولدن جلوب لأفضل ممثل مساعد في مسلسل أو مسلسل قصير أو فيلم تلفزيوني (جون مالكوفيتش)
ترشح عام 1986 جائزة جولدن جلوب لأفضل ممثلة مساعدة في مسلسل أو مسلسل قصير أو فيلم تلفزيوني (كيت ريد)
ترشح عام 1986 لجائزة برايم تايم إيمي: للإخراج وأفضل فيلم تلفزيوني والتأليف الموسيقي وتصميم الأزياء المتميز والدراما المتميزة وأفضل مزج صوتي وأفضل ممثل مساعد (تشارلز دورنينج).

## وصلات خارجية
- مقالات تستعمل روابط فنية بلا صلة مع ويكي بيانات